# MVP Track & Field Club
MVP (Maximising Velocity and Power) Track & Field Club è una società giamaicana di atletica leggera a livello professionistico, che ha base alla University of Technology (U-Tech) di Kingston.
L'attuale presidente nonché cofondatore del club è Bruce James, coadiuvato dal direttore tecnico e capo allenatore Paul Francis.

## Storia della società

### La nascita
Fino al 1999 molti atleti giamaicani di un certo livello dovevano emigrare nei college USA per allenarsi in maniera ottimale. "Vogliamo provare agli allenatori dei college americani che possiamo allenare i nostri atleti qui Giamaica, signori?", sono state le parole di Stephen Francis nel mese di settembre 1999.
"Paul (Francis), David (Noel), Bruce (James) ritenete che come gruppo siamo in grado di allenare e gestire i nostri atleti qui in Giamaica e sviluppare un punto per farli diventare i migliori al mondo?" "Sì possiamo!" è stata la risposta.
Questa è stata la nascita del MVP Track & Field Club sul prato dell'impianto sportivo del Wolmer's Boys' School di Kingston, Giamaica.

### La crescita ed i successi
L'MVP Track and Field Club passa da 1 atleta partecipante ai Giochi di Sydney 2000 (Brigitte Foster-Hylton) ai 6 dei Giochi di Atene 2004 (Asafa Powell, Michael Frater, Ainsley Waugh, Winston Smith, Brigitte Foster-Hylton e Sherone Simpson), fino ai 12 dei Giochi di Pechino 2008 (Shelly-Ann Fraser, Sherone Simpson, Brigitte Foster-Hylton, Shericka Williams, Melaine Walker, Asafa Powell, Michael Frater, Nesta Carter, Markino Buckley, Germaine Mason (Regno Unito), Darrel Brown (Trinidad e Tobago) e Andrew Hinds (Barbados).
Anche André Wellington venne selezionato come riserva per la spedizione olimpica in Cina ma non scese mai in pista. Da notare come tutti e 12 gli atleti abbiano brillantemente superato il primo turno nei rispettivi eventi. Impressionante è il fatto che ben 10 atleti siano arrivati alle rispettive finali, eccetto Darrel Brown (infortunatosi) ed Andrew Hinds (non qualificatosi per le semifinali).
Il capo allenatore Stephen "Franno" Francis ha così collezionato una formidabile serie di risultati che vedono gli atleti dell'MVP sui blocchi di partenza in 11 differenti finali olimpiche, 100 m (uomini e donne), 200 m (donne), 400 m (donne), 100 m ostacoli, 400 m ostacoli (uomini e donne), salto in alto (uomini), 4×100 m (uomini e donne) e 4×400 m (donne).
Quattro record mondiali sui 100 metri piani (Asafa Powell 3 x 9"77 - 9"74) ed 1 record olimpico sui 400 metri ostacoli femminili (Melaine Walker 52"64 - Pechino 2008).
Dal 2006 durante le stagioni agonistiche che si tengono in Europa da giugno a settembre l'MVP Track & Field Club si allena a Lignano Sabbiadoro (Udine) in Italia sulla pista di atletica dello Stadio Comunale "G. Teghil".

## Gli atleti della società
Attuali
- Nesta Carter
- Nigel Ellis
- Julian Forte
- Tajay Gayle
- Shericka Jackson
- Rusheen McDonald
- Stephenie McPherson
- Asafa Powell
- O'Dayne Richards
- Janieve Russell
- Anthonique Strachan
- Elaine Thompson
- Sada Williams

Ex
- Darrel Brown
- Simoya Campbell
- Christine Day
- Brigitte Foster-Hylton
- Shelly-Ann Fraser-Pryce
- Michael Frater
- Germaine Mason
- Anneisha McLaughlin-Whilby
- Natasha Morrison
- Carrie Russell
- Brandon Simpson
- Sherone Simpson
- Kaliese Spencer
- Megan Tapper
- Ristananna Tracey
- Tyquendo Tracey
- Melaine Walker
- Christania Williams
- Shericka Williams

## Palmarès
| Anno | Manifestazione          | Sede          | Atleta                  | Risultato | Evento        | Note                  |
| ---- | ----------------------- | ------------- | ----------------------- | --------- | ------------- | --------------------- |
| 1999 | Campionati CAC          | Bridgetown    | Brigitte Foster-Hylton  | Argento   | 100 m hs      |                       |
| 2003 | Giochi panamericani     | Santo Domingo | Germaine Mason          | Oro       | Salto in alto |                       |
| 2003 | Giochi panamericani     | Santo Domingo | Michael Frater          | Oro       | 100 m piani   |                       |
| 2003 | Giochi panamericani     | Santo Domingo | Brigitte Foster-Hylton  | Oro       | 100 m hs      |                       |
| 2003 | Mondiali                | Saint-Denis   | Darrel Brown            | Argento   | 100 m piani   |                       |
| 2003 | Mondiali                | Saint-Denis   | Brigitte Foster-Hylton  | Argento   | 100 m hs      |                       |
| 2004 | Mondiali indoor         | Budapest      | Germaine Mason          | Bronzo    | Salto in alto |                       |
| 2004 | Giochi olimpici         | Atene         | Sherone Simpson         | Oro       | 4×100 m       |                       |
| 2005 | Mondiali                | Helsinki      | Darrel Brown            | Argento   | 4×100 m       |                       |
| 2005 | Mondiali                | Helsinki      | Michael Frater          | Argento   | 100 m piani   |                       |
| 2005 | Mondiali                | Helsinki      | Brigitte Foster-Hylton  | Bronzo    | 100 m hs      |                       |
| 2005 | Mondiali                | Helsinki      | Shericka Williams       | Argento   | 4×400 m       |                       |
| 2005 | Mondiali                | Helsinki      | Sherone Simpson         | Argento   | 4×100 m       |                       |
| 2006 | Giochi del Commonwealth | Melbourne     | Ainsley Waugh           | Oro       | 4×100 m       |                       |
| 2006 | Giochi del Commonwealth | Melbourne     | Asafa Powell            | Oro       | 100 m piani   |                       |
| 2006 | Giochi del Commonwealth | Melbourne     | Asafa Powell            | Oro       | 4×100 m       |                       |
| 2006 | Giochi del Commonwealth | Melbourne     | Michael Frater          | Oro       | 4×100 m       |                       |
| 2006 | Giochi del Commonwealth | Melbourne     | Brigitte Foster-Hylton  | Oro       | 100 m hs      |                       |
| 2006 | Giochi del Commonwealth | Melbourne     | Sherone Simpson         | Oro       | 200 m piani   |                       |
| 2006 | Giochi del Commonwealth | Melbourne     | Sherone Simpson         | Oro       | 4×100 m       |                       |
| 2007 | Mondiali                | Osaka         | Asafa Powell            | Bronzo    | 100 m piani   |                       |
| 2007 | Mondiali                | Osaka         | Asafa Powell            | Argento   | 4×100 m       |                       |
| 2007 | Mondiali                | Osaka         | Nesta Carter            | Argento   | 4×100 m       |                       |
| 2007 | Mondiali                | Osaka         | Shelly-Ann Fraser-Pryce | Argento   | 4×100 m       |                       |
| 2007 | Mondiali                | Osaka         | Shericka Williams       | Argento   | 4×400 m       |                       |
| 2008 | Giochi olimpici         | Pechino       | Asafa Powell            | Oro       | 4×100 m       | Record mondiale       |
| 2008 | Giochi olimpici         | Pechino       | Germaine Mason          | Argento   | Salto in alto |                       |
| 2008 | Giochi olimpici         | Pechino       | Michael Frater          | Oro       | 4×100 m       | Record mondiale       |
| 2008 | Giochi olimpici         | Pechino       | Nesta Carter            | Oro       | 4×100 m       | Record mondiale       |
| 2008 | Giochi olimpici         | Pechino       | Melaine Walker          | Oro       | 400 m hs      | Record olimpico       |
| 2008 | Giochi olimpici         | Pechino       | Shelly-Ann Fraser-Pryce | Oro       | 100 m piani   |                       |
| 2008 | Giochi olimpici         | Pechino       | Shericka Williams       | Argento   | 400 m piani   |                       |
| 2008 | Giochi olimpici         | Pechino       | Shericka Williams       | Bronzo    | 4×400 m       |                       |
| 2008 | Giochi olimpici         | Pechino       | Sherone Simpson         | Argento   | 100 m piani   |                       |
| 2009 | Mondiali                | Berlino       | Asafa Powell            | Bronzo    | 100 m piani   |                       |
| 2009 | Mondiali                | Berlino       | Asafa Powell            | Oro       | 4×100 m       | Record dei campionati |
| 2009 | Mondiali                | Berlino       | Darrel Brown            | Argento   | 4×100 m       | Record nazionale      |
| 2009 | Mondiali                | Berlino       | Michael Frater          | Oro       | 4×100 m       | Record dei campionati |
| 2009 | Mondiali                | Berlino       | Brigitte Foster-Hylton  | Oro       | 100 m hs      | Record nazionale      |
| 2009 | Mondiali                | Berlino       | Melaine Walker          | Oro       | 400 m hs      | Record dei campionati |
| 2009 | Mondiali                | Berlino       | Shelly-Ann Fraser-Pryce | Oro       | 100 m piani   | Record nazionale      |
| 2009 | Mondiali                | Berlino       | Shelly-Ann Fraser-Pryce | Oro       | 4×100 m       |                       |
| 2009 | Mondiali                | Berlino       | Shericka Williams       | Argento   | 400 m piani   |                       |
| 2009 | Mondiali                | Berlino       | Shericka Williams       | Argento   | 4×400 m       |                       |
| 2011 | Mondiali                | Taegu         | Michael Frater          | Oro       | 4×100 m       | Record mondiale       |
| 2011 | Mondiali                | Taegu         | Nesta Carter            | Oro       | 4×100 m       | Record mondiale       |
| 2011 | Mondiali                | Taegu         | Melaine Walker          | Argento   | 400 m hs      |                       |
| 2011 | Mondiali                | Taegu         | Shelly-Ann Fraser-Pryce | Argento   | 4×100 m       |                       |
| 2011 | Mondiali                | Taegu         | Shericka Williams       | Argento   | 4×400 m       |                       |
| 2011 | Mondiali                | Taegu         | Sherone Simpson         | Argento   | 4×100 m       |                       |
| 2012 | Giochi olimpici         | Londra        | Michael Frater          | Oro       | 4×100 m       | Record mondiale       |
| 2012 | Giochi olimpici         | Londra        | Nesta Carter            | Oro       | 4×100 m       | Record mondiale       |
| 2012 | Giochi olimpici         | Londra        | Shelly-Ann Fraser-Pryce | Oro       | 100 m piani   |                       |
| 2012 | Giochi olimpici         | Londra        | Shelly-Ann Fraser-Pryce | Argento   | 200 m piani   |                       |
| 2012 | Giochi olimpici         | Londra        | Shelly-Ann Fraser-Pryce | Argento   | 4×100 m       |                       |
| 2012 | Giochi olimpici         | Londra        | Shericka Williams       | Bronzo    | 4×400 m       |                       |
| 2012 | Giochi olimpici         | Londra        | Sherone Simpson         | Argento   | 4×100 m       |                       |

## Record
Nel corso degli anni la società ha ottenuto i seguenti record:
Record mondiale dei 100 metri piani maschili
|                 | Tempo | Atleta       | Luogo     | Data             |
| --------------- | ----- | ------------ | --------- | ---------------- |
| Record mondiale | 9"77  | Asafa Powell | Atene     | 14 giugno 2005   |
| Record mondiale | 9"77  | Asafa Powell | Gateshead | 11 giugno 2006   |
| Record mondiale | 9"77  | Asafa Powell | Zurigo    | 18 agosto 2006   |
| Record mondiale | 9"77  | Asafa Powell | Rieti     | 9 settembre 2007 |

Record mondiale under 20 dei 100 metri piani maschili
|                                       | Tempo | Atleta       | Luogo       | Data           |
| ------------------------------------- | ----- | ------------ | ----------- | -------------- |
| Miglior prestazione mondiale under 20 | 10"01 | Darrel Brown | Saint-Denis | 24 agosto 2003 |

Record nazionale giamaicano di salto in alto maschile
|                  | Misura | Atleta         | Luogo         | Data          |
| ---------------- | ------ | -------------- | ------------- | ------------- |
| Record nazionale | 2,34 m | Germaine Mason | Santo Domingo | 9 agosto 2003 |